# Percarina demidoffii
Percarina demidoffii is een  straalvinnige vissensoort uit de familie van echte baarzen (Percidae). De wetenschappelijke naam van de soort is voor het eerst geldig gepubliceerd in 1840 door Nordmann.
De soort staat op de Rode Lijst van de IUCN als Gevoelig, beoordelingsjaar 2010.